# Don (tilnavn)
 For alternative betydninger, se Don (flertydig). (Se også artikler, som begynder med Don)
Don er på italiensk og spansk en adelig titel for mænd, som ofte kun anvendes sammen med fornavnet, f.eks. Don Juan eller Don Quixote. Den tilsvarende titel for kvinder er på spansk Doña.
I mafia-historier ses titlen Don anvendt om de øverste i hierarkiet.